# Ensdorf (Saarland)
Ensdorf és un municipi del districte de Saarlouis a l'estat federat alemany de Saarland. Està situat a la riba dreta del riu Saar, enfront de Saarlouis, i aproximadament 20 km al nord-oest de Saarbrücken.
Antiga localitat dels Tres Bisbats i de la Batllia de Saarlouis el 1789, va ser ciutat principal del cantó de Saarlouis. Després es va unir a Lisdorf, per decret del 19 d'abril de 1811, i finalment cedida per França a Prússia al 1815.